# Biserica romano-catolică din Câmpulung Moldovenesc

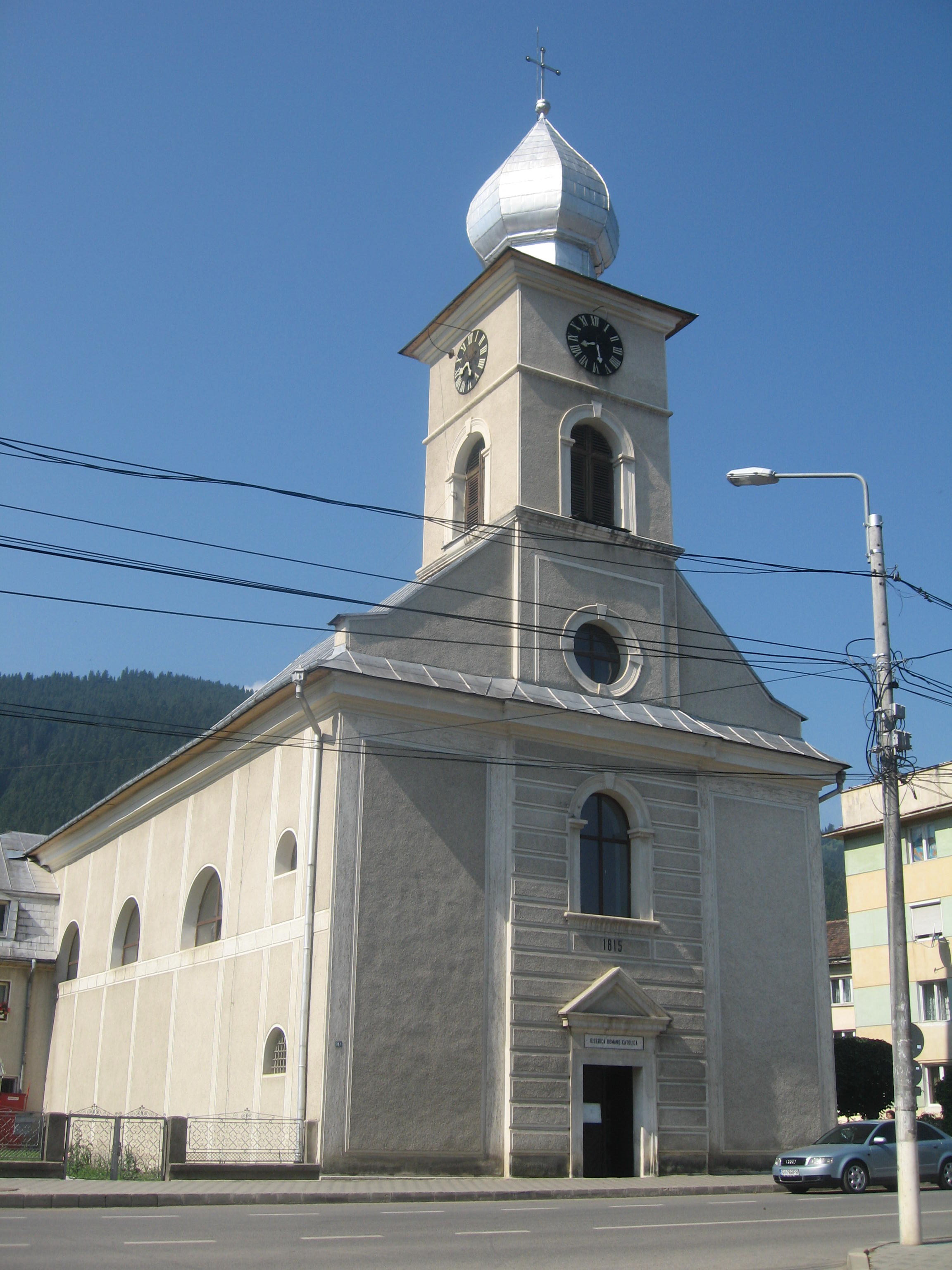
Biserica romano-catolică din Câmpulung Moldovenesc

Biserica "Înălțarea Domnului" din Câmpulung Moldovenesc este o biserică romano-catolică construită în anul 1815 în orașul Câmpulung Moldovenesc (județul Suceava). Ea se află pe Calea Transilvaniei nr. 31A, în centrul orașului, de-a lungul drumului care face legătura între orașele Suceava și Vatra Dornei. 
În prezent, Biserica romano-catolică din Câmpulung Moldovenesc este a doua biserică catolică în funcțiune în Bucovina ca vechime , după cea din Gura Humorului (construită în 1811). Hramul bisericii este Înălțarea Domnului și se sărbătorește la 40 de zile după Paști.

## Istoricul bisericii

### Formarea comunității catolice din Câmpulung Moldovenesc
În anul 1775, ca urmare a atitudinii de neutralitate pe care a avut-o în timpul conflictului militar dintre Turcia și Rusia (1768-1774), Imperiul Habsburgic (Austria de astăzi) a primit o parte din teritoriul Moldovei de nord. Regiunea aceasta este bogată în fagi, de aici provenind și denumirea de Bucovina (Țara Fagilor) pe care i-au dat-o austriecii. 
Ocupanții austrieci au trimis în Bucovina diverși angajați ai statului: funcționari și muncitori din Boemia, Moravia și Slovacia și care s-au stabilit aici. Marea majoritate a acestor coloniști era de religie romano-catolică. Deși târgul Câmpulung Moldovenesc nu era localitate de frontieră, aici s-au stabilit trupele de grăniceri austrieci. Odată cu ei au venit și câteva familii de meseriași și negustori care lucrau în folosul armatei. Pentru nevoile lor spirituale a fost construită în 1775 o capelă de rugăciune, la care slujea preotul militar carmelit Paul Harrasch (Harrek?) din Galiția. 
La 10 octombrie 1782, sediul trupelor de graniță a fost mutat la Gura Humorului, iar preotul Harrasch a plecat la noul sediu al grănicerilor. El a continuat să oficieze liturghia și la Câmpulung.
Parohia romano-catolică din Câmpulung Moldovenesc a fost înființată în anul 1785, după evidențele Episcopiei de Iași. Conform lui Franz Wiszniowski, autorul cărții "Radautz - die deutscheste Stadt des Buchenlandes" (Waiblingen, 1966), Parohia Romano-Catolică din Câmpulung Moldovenesc a fost înființată printr-un decret imperial emis de Cabinetul Aulic la 1 aprilie 1787. Prin același decret au mai fost înființate parohii romano-catolice la Cernăuți, Gura Humorului, Siret, Suceava și Țibeni.
În 1786 este adus ca preot la Câmpulung pr. Gregor Lazar din Transilvania, care avea ca enoriași 230 militari și 125 civili (funcționari, negustori și meseriași). Preotul din Câmpulung Moldovenesc îi avea în îngrijirea spirituală și pe credincioșii din localitățile apropiate: Dorna Candrenilor, Iacobeni, Moldovița, Poiana Stampei, Pojorâta, Stulpicani și Vatra Dornei. 
La 1 noiembrie 1786, printr-o dispoziție imperială, parohiile romano-catolice din Bucovina sunt încadrate în jurisdicția Arhiepiscopiei de Lemberg. La 1 aprilie 1796, Sfântul Scaun a aprobat această rearondare a parohiilor din Bucovina, iar la 11 aprilie 1796 aceste parohii au fost scoase din jurisdicția Episcopiei de Bacău. 
În 1801, Ignatius Kajetan Kicki, arhiepiscop de Lemberg (1797-1812), l-a numit pe preotul militar Ferdinand Speck ca vicar pentru Câmpulung și localitățile din împrejurimi. Acesta a introdus la 1 ianuarie 1802 condicile matricole pentru ținerea evidenței familiilor catolice. În 1812 a venit aici preotul Augustus Daszkiewicz, care s-a ocupat o lungă perioadă de pastorația credincioșilor catolici din Câmpulung.

### Parohia Câmpulung Moldovenesc în perioada 1815-1918
La începutul secolului al XIX-lea, ca urmare a unei dispoziții imperiale a împăratului Francisc I prin care se cerea ca „peste tot în Bucovina, unde se găsesc locuitori catolici să se construiască biserici din zid”, s-a început construirea în centrul localității a unei biserici romano-catolice de piatră și cărămidă, după un proiect realizat de serviciul de construcții civile de la Viena. Lucrările de construcție s-au făcut cu fonduri de la guvernul Galiției, fiind finalizate în anul 1815. Acest an este înscris deasupra intrării în lăcașul de cult. 
În anul 1820, când arhiepiscopul Andreas Alois Ankwicz von Skarbek-Poslawice a vizitat Câmpulungul, el a găsit aici "o biserică bine construită și o casă parohială", precum și o clădire pentru școală. Biserica nu avea clopote, utilizându-se o tobă pentru a-i chema pe credincioși la liturghie. Comunitatea strânsese însă 1200 florini pentru dotarea bisericii cu obiecte de cult și peste 300 de florini pentru cumpărarea clopotelor.  Biserica a fost consacrată la 18 iunie 1826 de arhiepiscopul de Lemberg, Andreas Alois Ankwicz von Skarbek-Poslawice, primind hramul "Înălțarea la cer a Domnului Cristos". 
În perioada 1815-1918, Parohia romano-catolică din Câmpulung Moldovenesc a fost vizitată de mai mulți episcopi catolici și anume: Andreas Alois Ankwicz von Skarbek-Poslawice (13 iunie 1820, 18-19 iunie 1826), Franz von Paula Pischtek (iunie 1836, 9 iulie 1842), Lukas Baraniecki (1857) și Joseph Weber (vara anului 1898, 1905).
În prima jumătate a secolului al XIX-lea, Parohia Câmpulung nu a avut un paroh, aici slujind preoți detașați temporar ca administratori parohiali. Abia în 1857, după sosirea aici a preotului Josef Szypek, Parohia Câmpulung va dobândi un preot permanent. El a îndeplinit între anii 1874-1877 și funcția de decan de Suceava, fiind și inspector al școlilor din districtul Suceava. În 1880, după ridicarea localității la rang de oraș, s-a aprobat un post de preot vicar plătit de stat. Preotul Szypek a murit la 2 mai 1893, în locul său fiind numit ca paroh preotul Ladislaus Bartz, care a păstorit comunitatea din Câmpulung în perioada 1893-1922.
În secolul al XIX-lea, numărul credincioșilor aflați în grija Parohiei Câmpulung a crescut constant. Astfel, dacă în 1818 erau 193 de catolici, în 1836 erau 386, în 1842 - 495, în 1846 - 628. Prin Decretul nr. 4445 din 7 februarie 1854 al Guvernului Bucovinei, au fost incluse în jurisdicția Parohiei Câmpulung comunitățile romano-catolice din localitățile: Argel, Ciumârna, Freudenthal, Frumosu, Gemenea, Moldovița, Ostra, Rus pe Boul (Paltin), Sadova, Slătioara, Vama și Vatra Moldoviței.  În 1894 a fost alipită Parohiei Câmpulung filiala Stulpicani
Populația catolică din Câmpulung era de 588 credincioși (1865), 604 (1876), 1.038 (1900), 1.220 (1905) și 1.328 (1914). Numărul enoriașilor Parohiei era mai mare: 1.054 (1865), 940 (1876), 2.293 (1900), 2.328 (1905) și 2.760 (1914).
În unele filiale ale Parohiei s-au construit biserici: Vama (1886), Vatra Moldoviței (1891), Moldovița (1908) și Prisaca Dornei (1911).

### Situația parohiei în perioada interbelică
Destrămarea Austro-Ungariei și Unirea Bucovinei cu România din noiembrie 1918 au produs unele schimbări în organizarea bisericească. Odată cu trecerea Bucovinei sub administrație românească, s-au reglementat noi relații între Regatul României și Vatican. Pentru administrarea noilor teritorii unite cu România, Vaticanul l-a desemnat pe Józef Bilczewski (1860-1923), arhiepiscop de Liov (1900-1923), ca administrator apostolic al Bucovinei. În anul 1921 statul papal a înființat un Vicariat general în Bucovina (cu sediul la Cernăuți), care a fost condus de pr. Josef Schmidt.
După moartea parohului Ladislaus Bartz (în 1922), Parohia Câmpulung a fost condusă de preotul profesor Leonhard Haschler ca administrator parohial (1922-1940). Acesta a fost ajutat de mai mulți preoți vicari. Preotul Haschler a schimbat în anul 1934 hramul bisericii parohiale în cel de „Sf. Rozariu”, sărbătorit în a doua duminică din octombrie. Motivația schimbării hramului a fost faptul că sărbătoarea Rozariului este mult mai cunoscută și mai populară în Bucovina. În perioada interbelică, Parohia Câmpulung a primit vizita următorilor episcopi: nunțiul Francesco Marmaggi (1922) și episcopul Mihai Robu de Iași (1931 și 1937).
Comunitatea catolică din Parohia Câmpulung Moldovenesc s-a menținut relativ constantă în perioada interbelică. Astfel, dacă în 1925 erau 2.798 credincioși (dintre care 1.554 la Câmpulung, 425 la Vama, 300 la Vatra Moldoviței, 250 la Moldovița, 165 la Prisaca Dornei, 60 la Frumosu, 22 la Sadova și 12 la Rus pe Boul) , numărul lor crescuse în 1934 abia la 2.881.
Conform recensământului din 1930, în orașul Câmpulung Moldovenesc locuiau 10.071 persoane, dintre care 6.826 români (67,77%), 1.501 evrei (14,90%), 1.496 germani (14,85%), 98 ruteni (0,97%), 97 polonezi (0,96%), 26 ruși, 4 cehoslovaci, 4 țigani, 3 unguri, 2 greci, 2 armeni, 1 sârbo-croato-sloven, 1 albanez, 9 de alte neamuri și 1 de naționalitate nedeclarată.  Din punct de vedere al religiei, populația era alcătuită din 6.775 ortodocși (67,27%), 1.488 mozaici (14,77%), 1.413 romano-catolici (14,03%), 177 evanghelici (luterani) (1,75%), 175 greco-catolici (1,73%), 28 adventiști, 9 baptiști, 4 de alte religii sau secte și 2 fără religie (liber-cugetători).
În 1934 Parohia Câmpulung avea biserici filiale la Moldovița, Prisaca Dornei, Vama și Vatra Moldoviței, precum și filiale fără biserici la Frumosu, Paltin și Sadova. Prin decret episcopal, a fost înființată la 1 august 1939 Parohia Vama prin desprindere de Parohia Câmpulung. Noii parohii i-au fost arondate comunitățile catolice din Argel, Deia, Frumosu, Moldovița, Molid, Rus pe Boul (Paltin), Vatra Moldoviței, Eisenau (Prisaca) și Freudenthal. Ca urmare, Parohia Câmpulung a devenit o simplă parohie orășenească fără filiale. 
Ca urmare a încheierii Tratatului româno-german prin care locuitorilor germani ai României li se permitea să emigreze în Germania, mulți etnici germani din Câmpulung au părăsit țara. În decembrie 1940 au plecat în Germania preotul administrator Leonhard Haschler și preotul vicar Karl Nicolaiciuc. Pentru o scurtă perioadă a păstorit aici ca paroh pr. Bernhard Leibham, dar acesta s-a pensionat în 1941 și a plecat la Vatra Dornei.
Deoarece majoritatea preoților germani din Bucovina plecaseră în 1940 în Germania, în 1941 erau preoți doar în parohiile din Cacica, Solonețu Nou și Suceava din Vicariatul General al Bucovinei. În aceste condiții, episcopul Mihai Robu de Iași l-a chemat din Germania pe preotul Eugen Baltheiser (care avea cetățenia română). Acesta i-a preluat spiritual pe toți credincioșii catolici din Bucovina de Sud, locuind în casa parohială din Gura Humorului. În perioada celui de-al doilea război mondial, la Câmpulung și în localitățile din împrejurimi au slujit preoții Salvator Kaminski și Gerhard Jura, reveniți din Germania în 1942 și respectiv 1943 de la Mănăstirea Niederaltaich (Bavaria).
Ca urmare a emigrării credincioșilor germani, comunitățile catolice din parohiile bucovinene se reduc numeric, iar unele parohii nu se mai justifică. Astfel, episcopul Mihai Robu este nevoit să reorganizeze parohiile catolice din Bucovina. Noua împărțire a parohiilor catolice este publicată în Monitorul Oficial nr. 231 din 2 octombrie 1943. Parohiile Gura Humorului și Vama sunt desființate, iar Parohia Câmpulung are următoarele filiale: Capu Câmpului, Capu Codrului, Cârlibaba, Ciocănești, Frasin, Gura Humorului, Iacobeni, Păltinoasa, Poiana Stampei, Stulpicani, Valea Putnei, Vatra Dornei, Vatra Moldoviței și Voroneț.
Ocuparea României de către Armata Sovietică în 1944 a dus la fuga preoților Kaminski și Jura în Germania, ei temndu-se că ar putea fi persecutați din cauza faptului că erau etnici germani.

### După al doilea război mondial
După război, preotul Gerhard Jura s-a întors în 1945 la Câmpulung, el ocupându-se și de pastorația credincioșilor din Iacobeni și Vatra Dornei. S-a implicat mult în ajutorarea credincioșilor săraci, aducându-le alimente. Preotul Jura a fost anchetat de mai multe ori de securitate, fiind torturat. S-a îmbolnăvit și a fost internat la o clinică din Cluj, dar a murit la 9 decembrie 1949 în împrejurări neclare.  Pentru o perioadă a slujit aici ca paroh pr. Mihai Serafim Bejan (1950-1952), dar acesta a fost obligat să părăsească orașul deoarece era călugăr franciscan. În anii următori, de pastorația credincioșilor câmpulungeni s-au ocupat preoții Iosif Schurgoth (Szurgot) din Gura Humorului și Leopold Hohenecker din Vatra Dornei. În anii '50 ai secolului al XX-lea, biserica și-a reluat hramul inițial de "Înălțarea Domnului".
În perioada regimului comunist, numărul credincioșilor romano-catolici din Câmpulung Moldovenesc s-a micșorat în mod continuu, majoritatea lor emigrând în Germania. Pentru a împiedica desfășurarea activității religioase la Câmpulung, în 1958 autoritățile comuniste au demolat casa parohială ce se afla lângă biserică. 
În 1966 este numit ca administrator la Câmpulung preotul Francisc (Franz) Astalosch. El a figurat ca vicar la Gura Humorului (1 octombrie 1966 - 1 martie 1968), apoi ca paroh la Câmpulung Moldovenesc (1 martie 1968 - 30 martie 1985). A fost pensionat la 1 aprilie 1985. Odată cu numirea sa ca paroh, Parohia Câmpulung este recunoscută de stat.
Prin plecarea germanilor, comunitatea catolică din localitate s-a redus mult. Astfel, în 1984, Parohia Câmpulung Moldovenesc mai avea în îngrijire spirituală un număr de 260 familii cu 506 credincioși.  Numărul credincioșilor continuă să scadă și în anii următori, iar în 1995 mai erau doar 142 familii cu 308 credincioși.
După pensionarea pr. Francisc Astalosch, au slujit ca parohi la Câmpulung preoții Silvestru Bejan (1985-1988) și Francisc Simon (1988-2006). După Revoluția din decembrie 1989, prin efortul pr. Francisc Simon și cu cheltuiala binefăcătorilor și enoriașilor, a fost construită în 1995 o nouă casă parohială, lipită de biserică.

### Situația parohiei în secolul al XXI-lea
La începutul secolului al XXI-lea, numărul membrilor comunității și-a continuat scăderea. Aceste comunități aveau mulți credincioși în trecut, dar au ajuns să fie astăzi reduse numeric ca urmare a emigrării credincioșilor de limbă germană. Situația enoriașilor parohiei a fost următoarea:
- 2006 - 158 familii cu 276 credincioși. [12]
- 2010 - 152 familii cu 261 credincioși. Aceștia erau repartizați astfel: Câmpulung Moldovenesc - 91 familii cu 160 credincioși, Moldovița - 25 familii cu 46 credincioși, Pojorâta - 14 familii cu 21 credincioși, Molid - 10 familii cu 17 credincioși, Vama - 8 familii cu 12 credincioși, Fundu Moldovei - 4 familii cu 5 credincioși, iar filialele Prisaca Dornei și Vatra Moldoviței au rămas fără credincioși.

În perioada 20-21 martie 2004 episcopul Petru Gherghel de Iași s-a aflat într-o vizită pastorală în Parohia Câmpulung Moldovenesc, a participat la liturghii și s-a întâlnit cu credincioșii parohiei. El a celebrat Liturghie pontificală în biserica parohială, precum și în bisericile filiale Pojorâta și Vama. De asemenea, a trecut și pe la bisericile din celelalte filiale (Vatra Moldoviței, Prisaca Dornei, Moldovița). 
Începând din 2007 s-a construit un altar nou, în locul vechiului altar mobil din lemn. Noul altar are 2 m lungime, 90 cm lățime și 1 m înălțime; grosimea plăcii de marmură albă de deasupra este de 6 cm; piciorul altarului este în formă de X și este placat cu granit. Consacrarea noului altar al Bisericii "Înălțarea Domnului" a fost oficiată la 12 iulie 2008 de către Aurel Percă, episcop auxiliar de Iași. 
În biserica parohială din Câmpulung Moldovenesc sunt celebrate zilnic liturghii.

### Organizarea parohiei
În prezent, Parohia Înălțarea Domnului din Câmpulung Moldovenesc are 7 filiale, dintre care 6 cu biserică (Fundu Moldovei - cu Biserica "Sf. Treime" din 1838, Moldovița - cu Biserica "Nașterea Sfintei Fecioare Maria" din 1908, Pojorâta - cu Biserica "Adormirea Maicii Domnului" din 1893, Prisaca Dornei - cu Biserica "Înălțarea Sfintei Cruci" din 1911, Vama - cu Biserica "Nașterea Sfintei Fecioare Maria" din 1886 și Vatra Moldoviței - cu Biserica "Sf. Ana" din 1891) și 1 fără biserică (Molid).
În biserica parohială din Câmpulung Moldovenesc se celebrează zilnic liturghii, la Fundu Moldovei, Moldovița, Pojorâta și Vama o dată la două săptămâni (într-o duminică două și în alta trei filiale), iar la Prisaca Dornei și Vatra Moldoviței (Valea Stânei) se celebrează rar, numai de sărbătoarea hramului. 

## Preoți
La această biserică au slujit următorii preoți-parohi: 
- pr. Paul Harrasch - A depus profesiunea în cadrul Ordinului Carmelit. A activat mai întâi ca preot militar la Câmpulung Moldovenesc (1775-1784), apoi capelan (1784-1787) și paroh la Gura Humorului (1787-1803). A fost înmormântat la Gura Humorului, dar nu i se mai cunoaște mormântul.
- pr. Gregor Lazar - Era originar din Transilvania. A activat ca preot militar și paroh la Câmpulung (din 1786).
- pr. Ferdinand Speck - A fost preot militar. A activat ca vicar pentru Câmpulung și împrejurimi (1801-?).
- pr. Augustus Daszkiewicz (d. 1856) - A activat ca preot la Câmpulung (1812-?), vicar la Cozmeni și Zastavna (1819-1823). După pensionare a continuat să locuiască la Câmpulung.
- pr. Paul Nagy - A activat ca administrator parohial la Câmpulung (prin 1820), apoi vicar la Rădăuți (11 martie 1826 - 4 octombrie 1828).
- pr. Ștefan Tock - A activat ca administrator parohial la Câmpulung (1856-1857).
- pr. Josef Szypek (n. 15 februarie 1814 - d. 2 mai 1893, Câmpulung Moldovenesc) - A activat mai întâi pe postul de consilier consistorial la Lemberg, apoi preot și paroh la Câmpulung (1857-1893). În paralel, a îndeplinit și funcțiile de inspector al școlilor din districtul Suceava și decan de Suceava (1874 - 15 decembrie 1877). A decedat la Câmpulung Moldovenesc, unde a fost înmormântat.
- pr. Ladislaus Bartz (n. 22 ianuarie 1855 - d. 30 aprilie 1922, Câmpulung Moldovenesc) - A fost sfințit preot la 29 iunie 1887. A activat ca paroh la Câmpulung Moldovenesc (26 octombrie 1893 - 30 aprilie 1922). A fost decorat cu Crucea de aur cu coroană (1914). A decedat la Câmpulung Moldovenesc, unde a fost înmormântat.
- pr. Leonhard Haschler (n. 1879 - d. 1950) - A activat ca vicar la Gura Humorului (-7 iulie 1907) și la Câmpulung Moldovenesc (7 iulie 1907 - 27 septembrie 1910), catihet, apoi profesor de religie la Liceul de stat cu limba de predare română și germană din Câmpulung Moldovenesc (27 septembrie 1910 - decembrie 1940), administrator parohial la Câmpulung Moldovenesc (1922 - decembrie 1940). În decembrie 1940 a emigrat în Germania.
- pr. Bernhard Leibham - A activat ca paroh la Crasna, jud. Cetatea Albă (22 martie 1911 - septembrie 1934), Câmpulung Moldovenesc (1941-1942). S-a pensionat în 1941, stabilindu-se la Vatra Dornei. El rămâne paroh cu numele, dar, fiind bolnav, nu-și poate îndeplini atribuțiile.
- pr. Rudolf Salvator Kaminski, OSB (n. 1914, Câmpulung Moldovenesc - d. 17 februarie 1990) - A revenit din Germania la începutul anului 1942, el având și cetățenia română. S-a stabilit în casa parohială din Câmpulung, iar episcopul Mihai Robu i-a dat verbal misiunea de a avea în grijă spirituală catolicii din Câmpulung și din localitățile din împrejurimi. După intrarea armatei sovietice în România în vara anului 1944, a plecat în Germania, reîntorcându-se la Mănăstirea Niederaltaich (Bavaria).
- pr. Emil Gerhard Jura (n. 20 februarie 1914, Valea Moldovei, județul Suceava - d. 9 decembrie 1949, Câmpulung Moldovenesc) - A studiat teologia în Germania, fiind călugăr la Mănăstirea Niederaltaich. Ca urmare a lipsei de preoți pentru comunitățile catolice din Bucovina, din cauza emigrării acestora în Germania la începutul celui de-al doilea război mondial, studentul în teologie Gerhard Jura a fost chemat în România, el fiind cetățean român. A fost sfințit ca preot la 4 iulie 1943, în București, de către arhiepiscopul Alexandru Cisar și trimis la Câmpulung Moldovenesc. Fugit în Germania în vara anului 1944 ca urmare a apropierii frontului de război, preotul Gerhard Jura s-a întors la Câmpulung în 1945 și s-a îngrijit și de bisericile din Vatra Dornei și Iacobeni. A fost anchetat în mai multe rânduri de securitate și torturat. S-a îmbolnăvit și a fost internat la o clinică din Cluj, dar a murit în 1949 în împrejurări neclare și a fost înmormântat în cimitirul catolic din Câmpulung.
- pr. dr. Mihai Serafim Bejan, OFMConv. (n. 26 octombrie 1892, Huși-Corni, județul Vaslui - d. 2 aprilie 1979, Huși) – A activat ca paroh la Faraoani (1923-1926), Câmpulung Moldovenesc (1950-1952) și Răducăneni (1958-1960; 1963-1966).
- pr. Francisc (Franz) Astalosch (n. 25 aprilie 1913, Vatra Dornei, județul Suceava – d. 11 iulie 1997, Câmpulung Moldovenesc) - A absolvit Școala Primară de 5 clase la Vatra Dornei (1925), Liceul Seminarial din Iași (1935) și Institutul Teologic Romano-Catolic "Sf. Iosif" din Iași (1938). A fost sfințit preot la 9 martie 1940 de către arhiepiscopul Alexandru Th. Cisar. A activat ca vicar la București (9 martie - 1 august 1940), paroh la Greci, Tulcea (1 august 1940 - 1 decembrie 1952), Galați (1 decembrie 1952 - 15 octombrie 1955) și Sinaia (15 octombrie 1955 - 1 decembrie 1965), vicar la Craiova (1 decembrie 1955 - 1 octombrie 1966) și Gura Humorului (1 octombrie 1966 - 1 martie 1968), paroh la Câmpulung Moldovenesc (1 martie 1968 - 30 martie 1985). A fost pensionat la 1 aprilie 1985. A decedat la Câmpulung Moldovenesc, unde a fost înmormântat.
- pr. Silvestru Bejan (n. 10 iulie 1947, Galbeni, comuna Nicolae Bălcescu, județul Bacău) - A absolvit Școala Generală de 7 clase la Nicolae Bălcescu (1961), Școala de Cantori din Iași (1965) și Institutul Teologic Romano-Catolic "Sf. Iosif" din Iași (1971). A fost sfințit preot la 24 iunie 1971, la Iași, de către episcopul Petru Pleșca. A activat ca vicar la Satu Nou - Bacău (1 septembrie 1971 - 31 martie 1974) și Bacău (1 aprilie 1974 - 31 octombrie 1976), paroh la Săveni (1 noiembrie 1976 - 29 februarie 1977), Berzunți (1 martie 1977 - 31 mai 1982), Ploscuțeni (1 iunie 1982 - 31 martie 1985), Câmpulung Moldovenesc (1 aprilie 1985 - 31 mai 1988), Călugăreni (1 iunie 1988 - 31 iulie 1999) și Mogoșești Siret (1 august 1999 -).
- pr. Francisc Simon (n. 9 septembrie 1940, Poiana, comuna Negri, județul Bacău) - A absolvit Școala Generală de 7 clase la Poiana Negri (1954), Școala de Cantori din Iași (1958) și Institutul Teologic Romano-Catolic "Sf. Iosif" din Iași (1964). A fost sfințit preot la 29 iunie 1964, la Alba Iulia, de către episcopul Áron Márton. A activat ca vicar la Butea (1 octombrie 1964 - 1 octombrie 1967), Tămășeni (1 octombrie 1967 - 1 noiembrie 1970) și Bălușești (1 noiembrie 1970 - 1 martie 1975), paroh la Călugăreni (1 martie 1975 - 1 mai 1988) și Câmpulung Moldovenesc (1 mai 1988 - 1 septembrie 2006). Este preot pensionar la Câmpulung Moldovenesc de la 1 septembrie 2006.
- pr. Iosif Agiurgioaei (n. 28 august 1953, Doljești, județul Neamț) - A absolvit Școala Primară de 4 clase la Buhonca (1964), Școala Generală de 8 clase la Doljești (1968), clasa a IX-a la Liceul Teoretic "Vasile Alecsandri" din Săbăoani (1969), Școala de Cantori din Iași (1973) și Institutul Teologic Romano-Catolic "Sf. Iosif" din Iași (1979). A fost sfințit preot la 29 iunie 1979, la Iași, de către episcopul Antal Jakab. A activat ca vicar la Iugani (1 august 1979 - 30 septembrie 1981), Bârgăuani (1 octombrie 1981 - 31 iulie 1984), Bijghir (1 august 1984 - 30 iunie 1986) și Săbăoani (1 iulie 1986 - 31 iulie 1988), paroh la Bălțați (1 august 1988 - 1 octombrie 1994), profesor la Seminarul Liceal din Bacău (1 octombrie 1994 - 18 septembrie 1997), spiritual la Frații Școlilor Creștine Viena, Austria (19 septembrie 1997 - 31 mai 1999), paroh la Cârlibaba (1 iunie - 31 octombrie 1999), Poiana (1 noiembrie 1999 - 31 iulie 2000), locțiitor de paroh la Moosinning, Germania (1 septembrie - 31 octombrie 2000), vicar la Velden, Germania (1 noiembrie 2000 - 31 august 2001), vicar la Parohia "Christusgemeinde" din Cottbus, Germania (1 septembrie 2001 - 14 februarie 2004), spiritual la Curatoriul "Sfântul Carol" din Görlitz, Germania (15 februarie 2004 - 31 mai 2005), secretar și profesor la Școala de Cântăreți Bisericești Tomești (1 iunie 2005 - 31 august 2006), paroh la Câmpulung Moldovenesc (1 iunie 2006 - 31 mai 2009), membru în Oficiul pentru Comunicații Sociale al Episcopiei Romano-Catolice de Iași, ca redactor, traducător autorizat și cenzor (1 iunie 2009 -).
- pr. Petru Bișog (n. 24 mai 1980, Răducăneni, județul Iași) - A absolvit Școala Generală de 8 clase la Răducăneni (1995), Seminarul Liceal "Sf. Iosif" din Bacău (1999) și Institutul Teologic Romano-Catolic "Sf. Iosif" din Iași (2006). A fost sfințit preot la 29 iunie 2006, la Iași, de către episcopul Petru Gherghel. A activat ca vicar la Parohia "Sf. Anton de Padova" din Huși (1 august 2006 - 31 iulie 2007) și Suceava (1 august 2007 - 31 iulie 2009), administrator parohial la Câmpulung Moldovenesc (1 august 2009 -).

În cimitirul catolic din Câmpulung Moldovenesc sunt înmormântați câțiva preoți care au slujit în această localitate sau în împrejurimi. Este vorba de preoții Josef Szypek (1814-1894), Ladislaus Bartz (1855-1922), Emil Gerhard Jura (1914-1949), Eduard Kozanowski (1913-1995) și Francisc (Franz) Astalosch (1913-1997).
Din cadrul acestei comunități au provenit următorii preoți: Otto Schmegner (1894-1978), Jakob Schmegner (1912-2002), Kurt Schmegner (1914-2004) și Rudolf Salvator Kaminski (1914-1990).

## Imagini

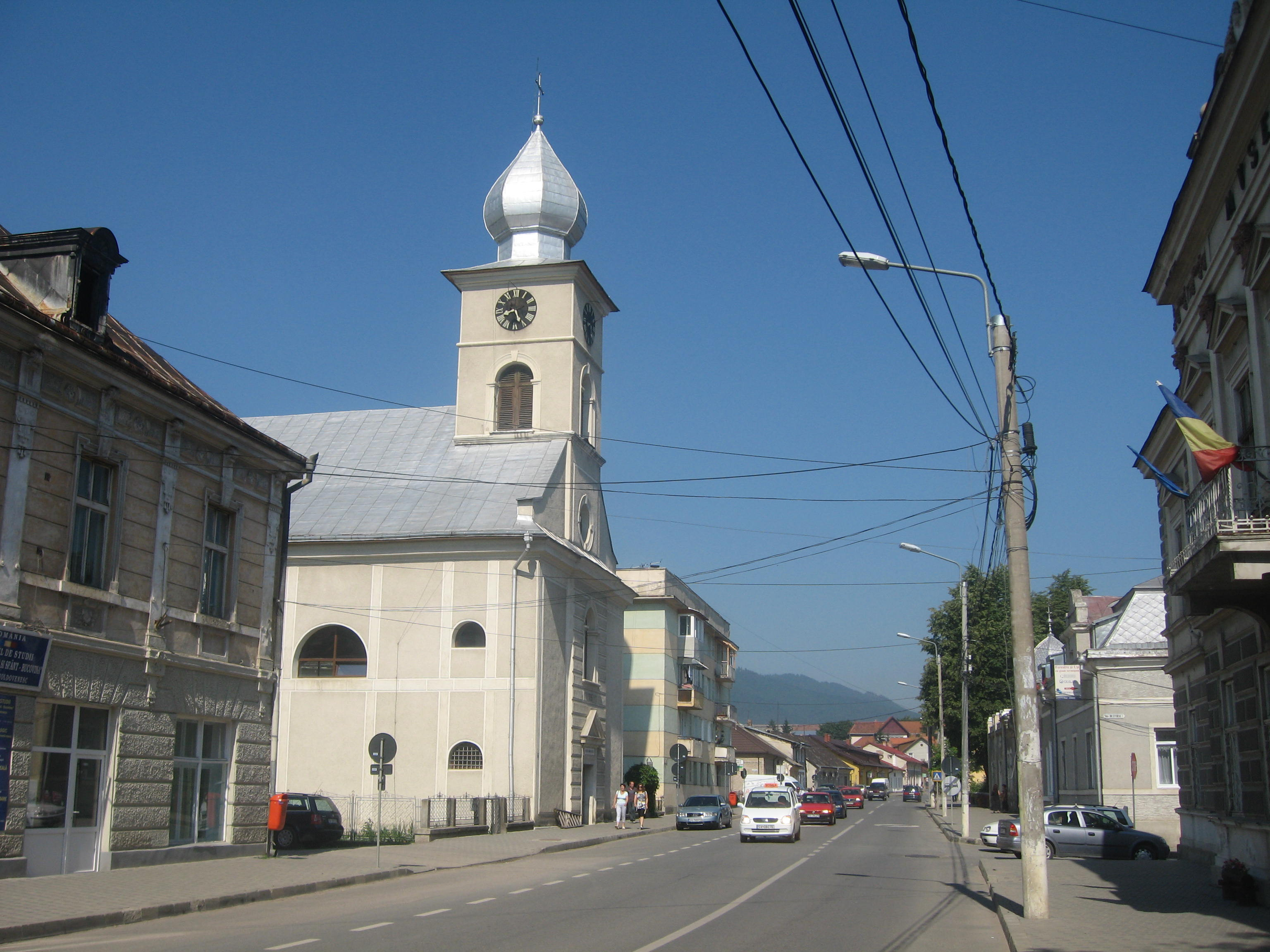
Calea Transilvaniei din oraşul Câmpuluntg Moldovenesc. Biserica se află pe partea stângă.
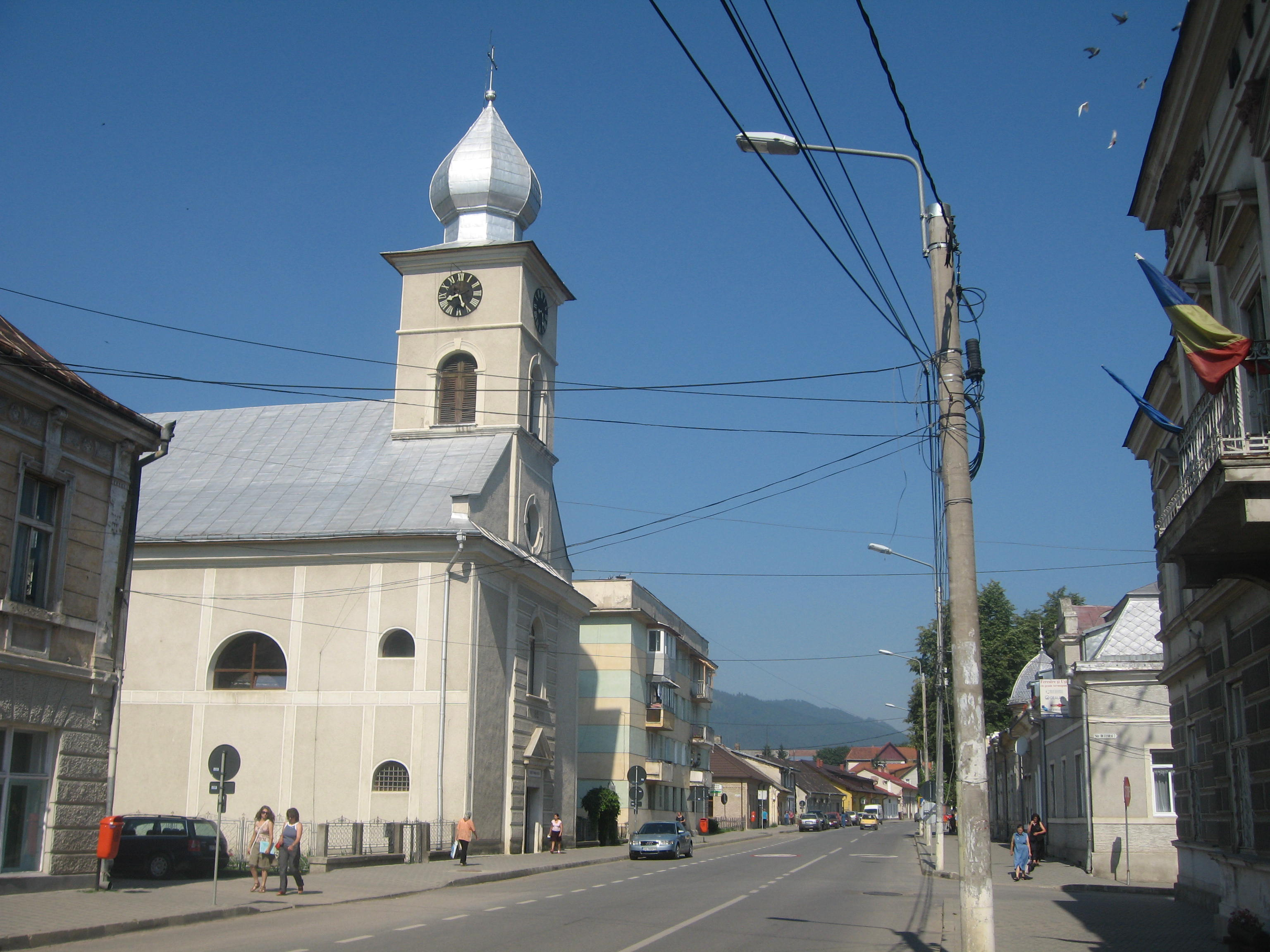
Vedere dinspre est
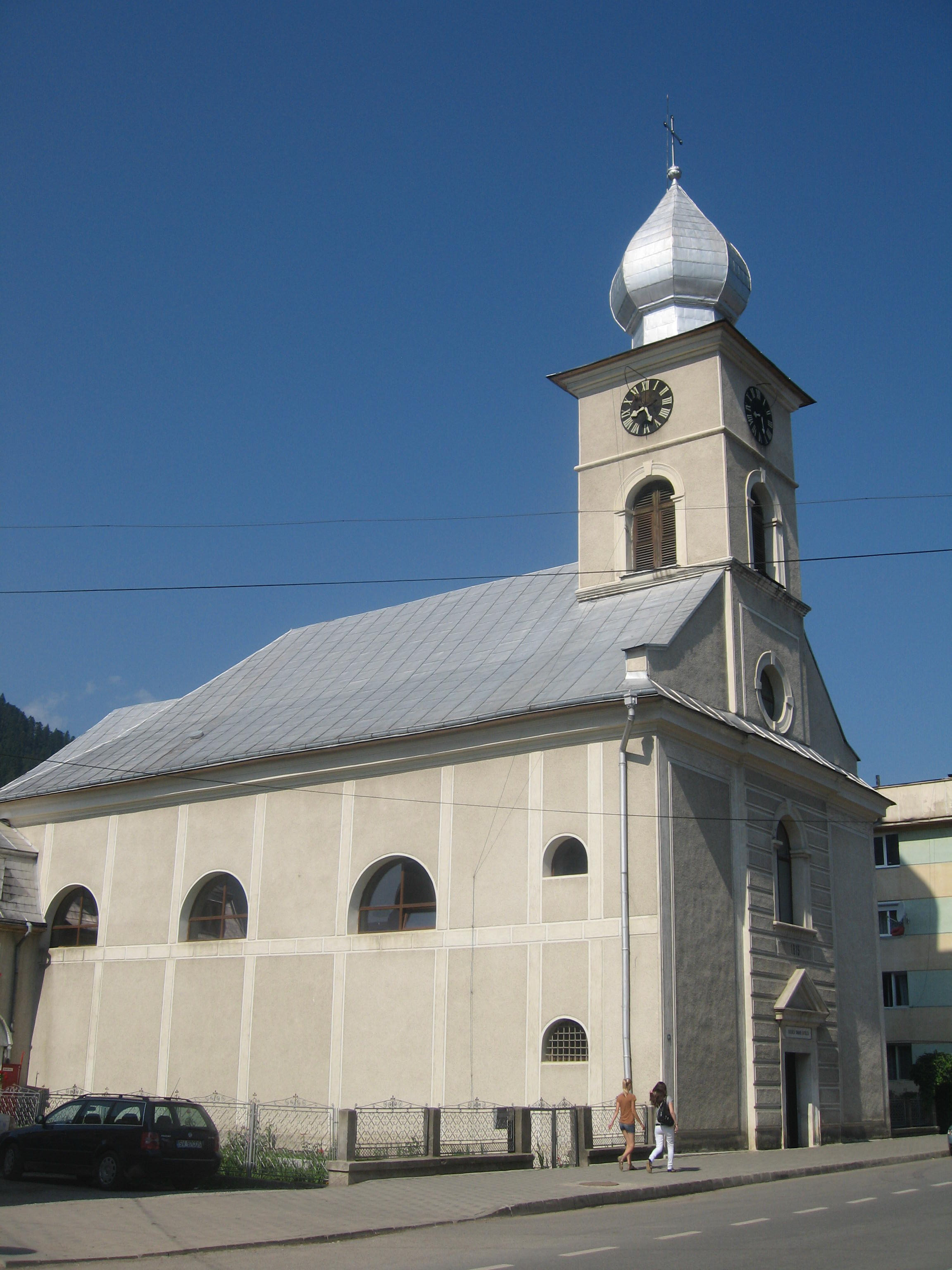
Vedere dinspre nord-est
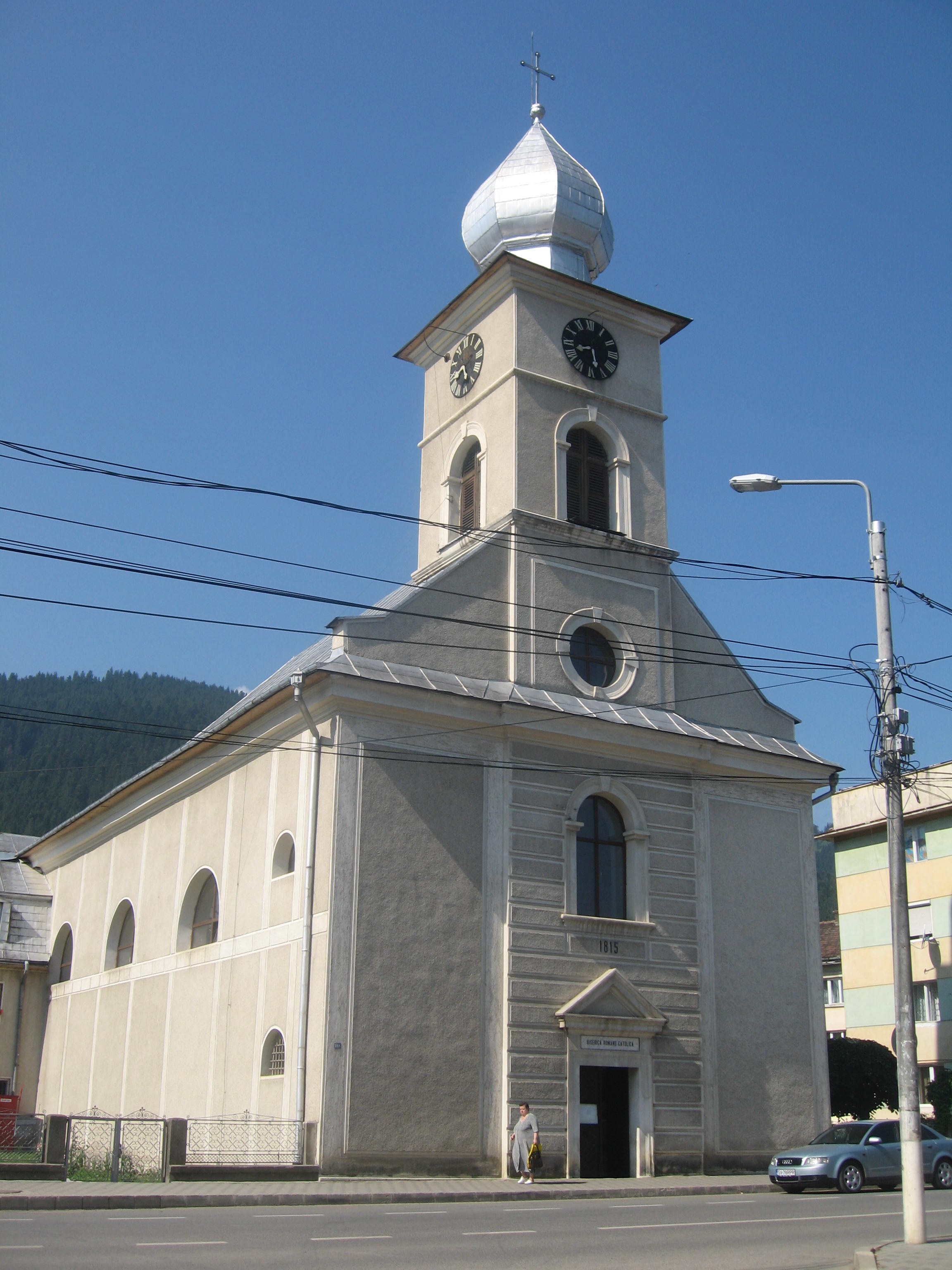
Vedere frontală
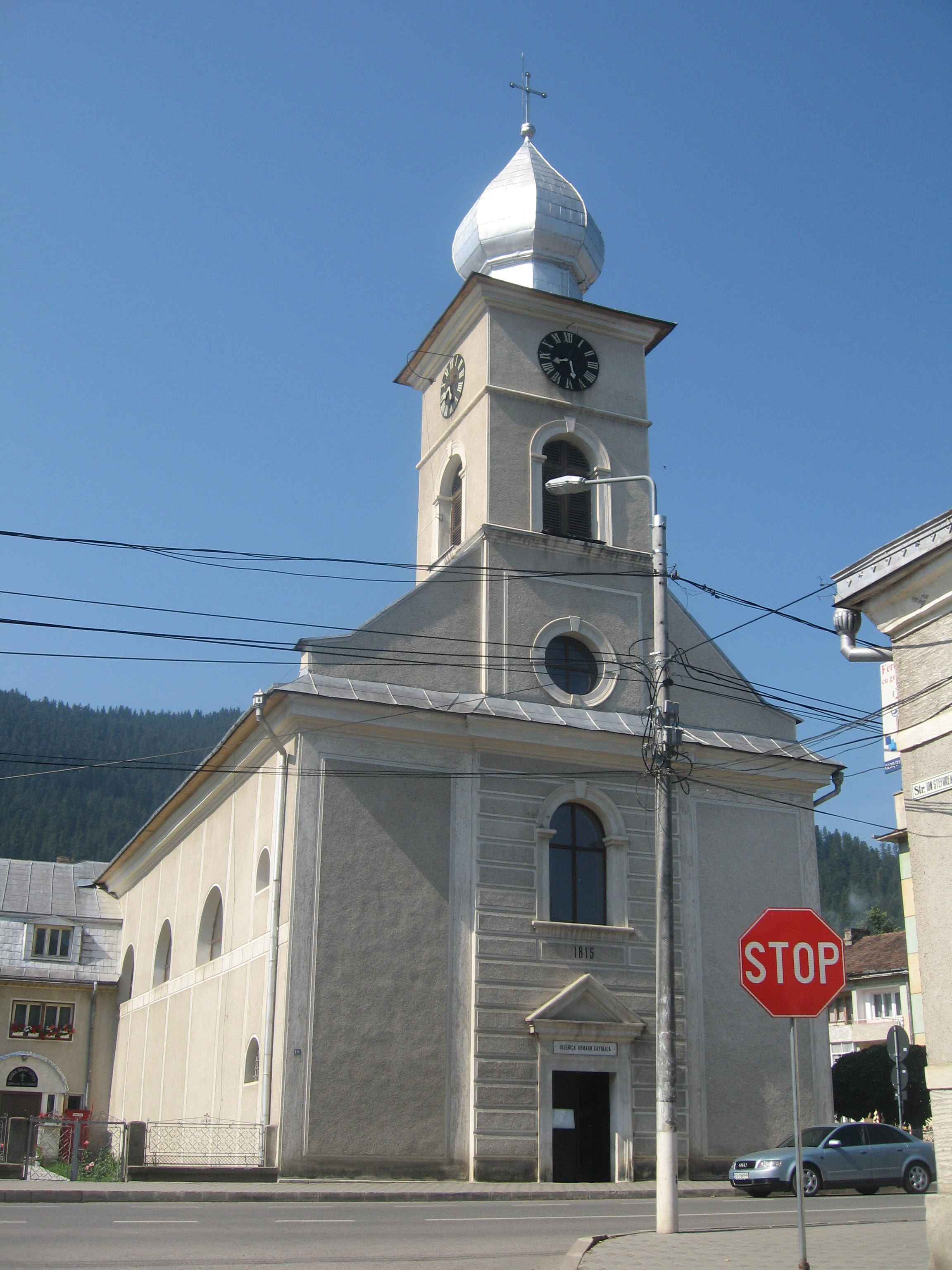
Vedere frontală
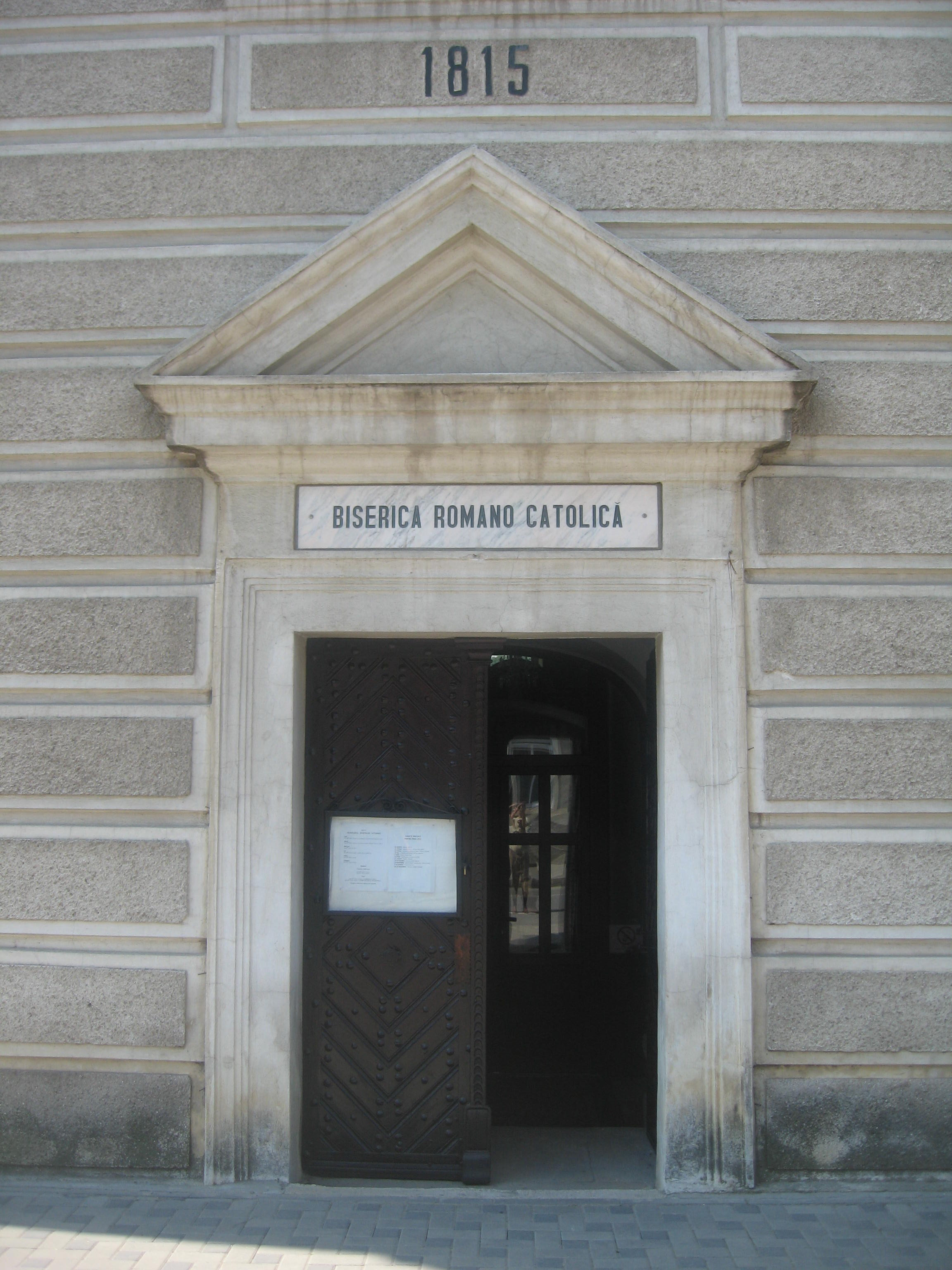
Portalul de intrare
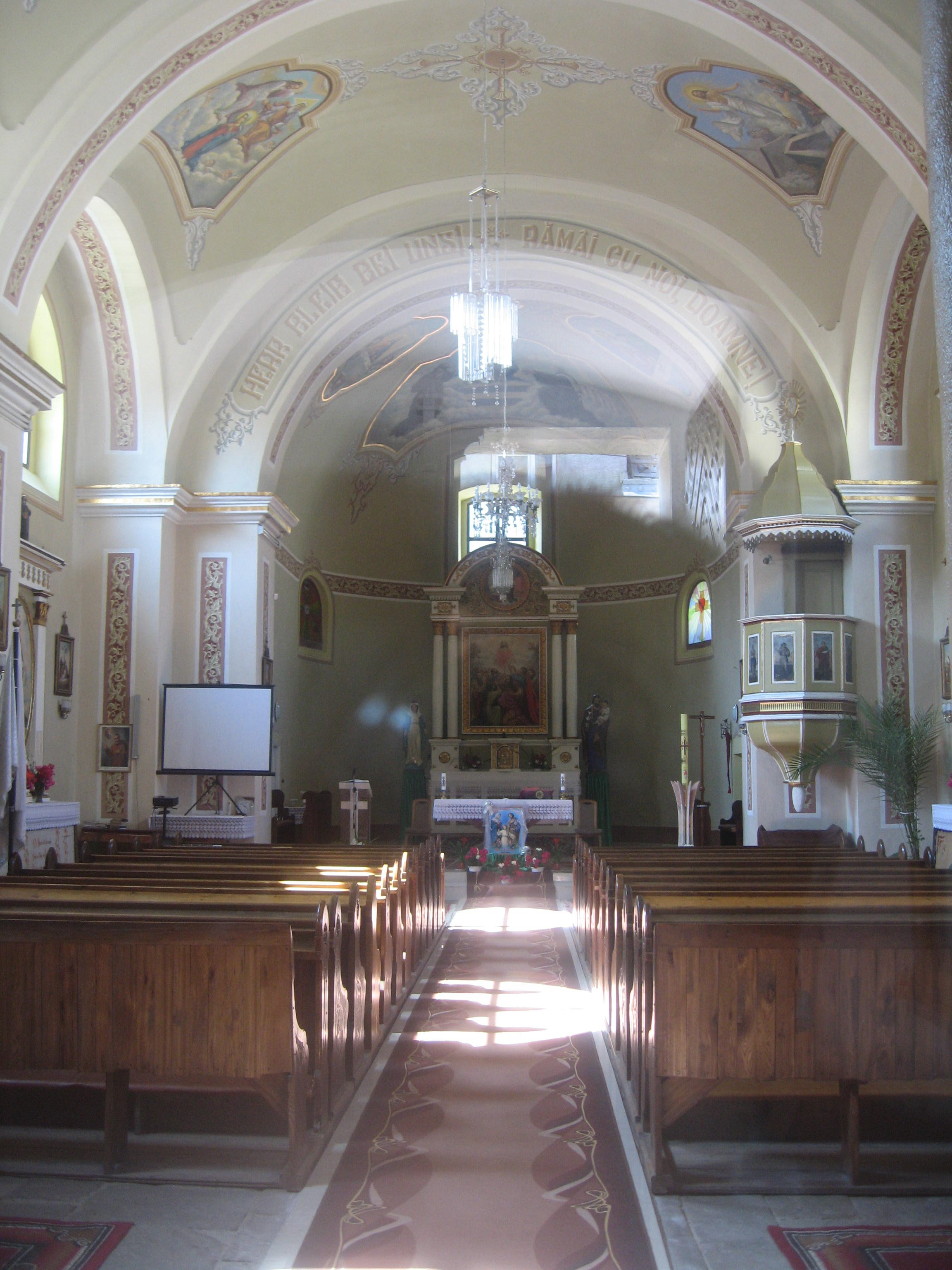
Interiorul bisericii
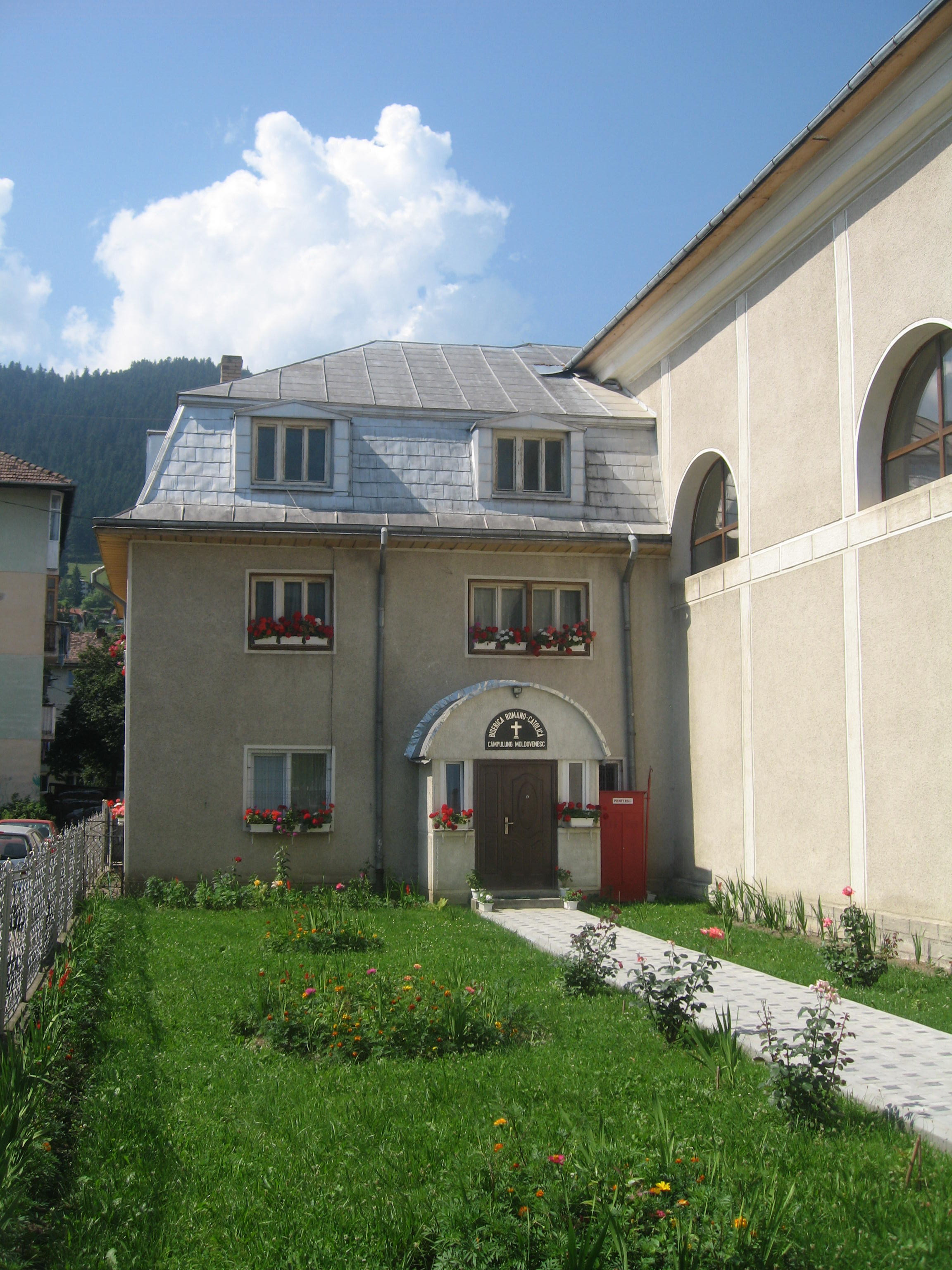
Casa parohială
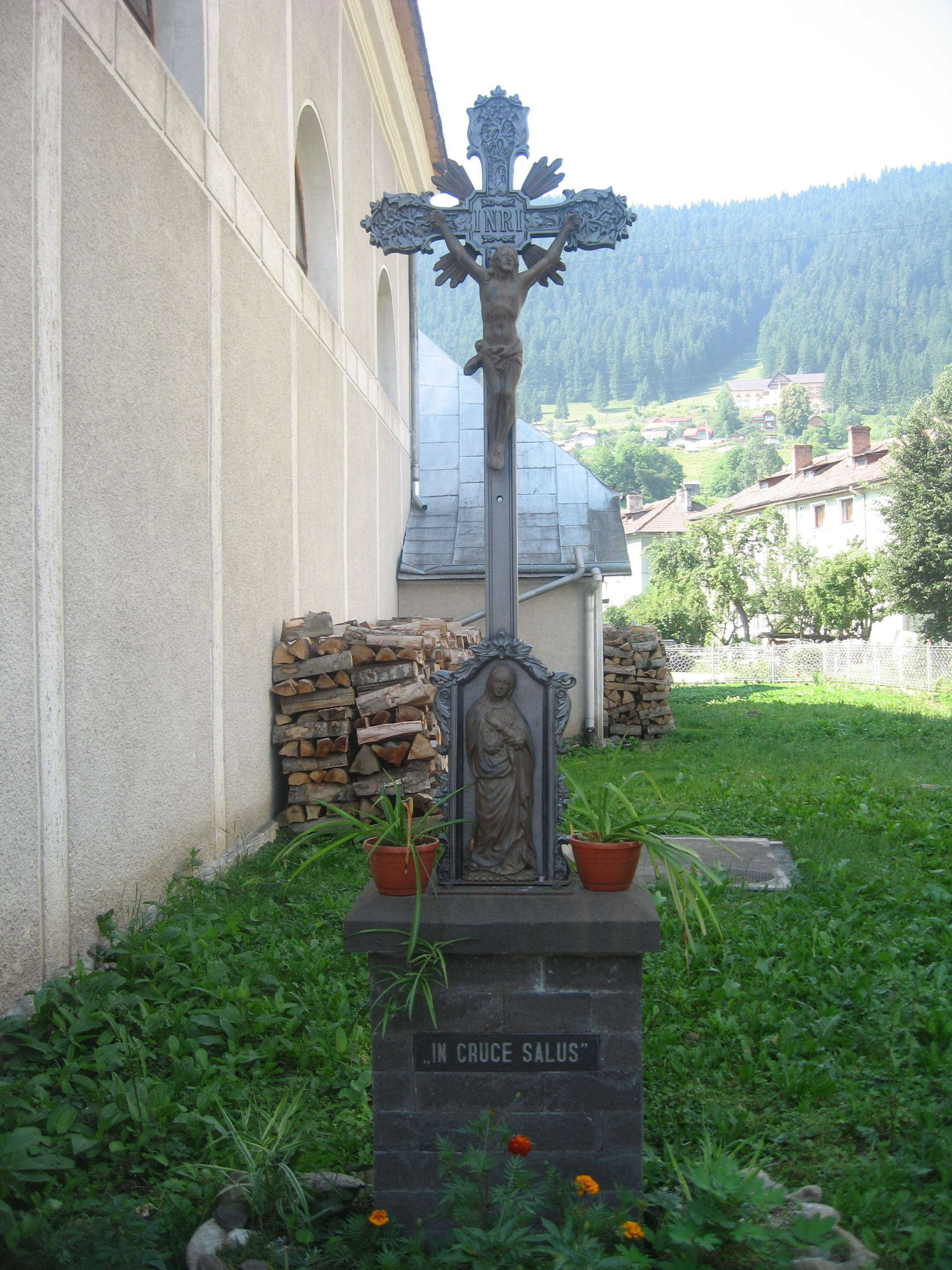
Cruce aflată în curtea bisericii